# Saluto di santa Chiara e delle sue compagne a san Francesco
Il Saluto di Chiara e delle sue compagne a Francesco è la ventitreesima delle ventotto scene del ciclo di affreschi delle Storie di san Francesco della Basilica superiore di Assisi, attribuiti a Giotto. Fu dipinta verosimilmente tra il 1295 e il 1299 e misura 230x270 cm.

## Descrizione e stile
Questo episodio appartiene alla serie della Legenda maior (XV,5) di san Francesco: "Le turbe che erano convenute, trasportando verso la città d'Assisi con rami d'alberi e moltitudine di ceri accesi il sacro corpo fregiato delle celesti gemme, lo presentarono alla vista della beata Clara e delle sacre vergini."
Davanti a una bellissima facciata gotica, la prima rappresentata per intero in un dipinto, (forse un antico progetto per la basilica di Assisi o forse una citazione della cattedrale di Orvieto o di Santa Maria del Fiore di Firenze) il corpo di san Francesco è appena uscito dai funerali e riceve l'accorato saluto di santa Chiara e delle suore, che con teneri gesti abbracciano il corpo e gli baciano le mani. Curiosi sono affollati davanti alla chiesa, tanto che uno di loro sale su un albero per poter vedere meglio: il dettaglio è uno spaccato di vita quotidiana di sorprendente realismo, che mai prima d'ora era entrato in una scena pittorica e che si ritroverà nell'Ingresso a Gerusalemme della Cappella degli Scrovegni.
La stesura della scena è quasi interamente affidata ad aiuti di bottega.